# FMA IA X 59 Dronner
ФМА IA X 59 «Дроннер» (исп. FMA IA X 59 Dronner) — многоцелевой беспилотный летательный аппарат. Первый полёт совершил 9 декабря 1972 года. Разработан и построен фирмой FMA (ныне FAdeA). Первый аргентинский БПЛА собственной разработки. Представлял собой многоцелевой аппарат, мог использоваться для ведения оперативной разведки, фотографирования местности, а также для буксировки мишеней. Получил обозначение FMA IA X 59 Dronner (известный так же под прозвищем Табано (исп. Tábano — «Слепень»)). Остался в единственном экземпляре и единственным аргентинским беспилотным летательным аппаратом, пока в 1980-х фирмой Quimar не были спроектированы и произведены MQ-1 Chimango, MQ-2 Bigua и др.

## Тактико-технические характеристики
Технические характеристики
- Экипаж: 0
- Длина: 4,07 м
- Размах крыла: 3,60 м
- Высота: ?
- Площадь крыла: 2,25 м²
- Максимальная взлётная масса: 160 кг
- Силовая установка: 1 × ПД McCulloch
- Мощность двигателей: 1 × 45 л.с.

Лётные характеристики
- Максимальная скорость: 340 км/ч
- Практический потолок: 5 900 м